# Krzysztof Pachucki
Krzysztof Michał Pachucki (ur. 6 kwietnia 1963) – polski fizyk teoretyk, profesor, wykładowca Uniwersytetu Warszawskiego, członek korespondent Polskiej Akademii Nauk. Jego specjalności to fizyka atomowa i optyka kwantowa; laureat Nagrody FNP w 2018, „za precyzyjne kwantowo-elektrodynamiczne obliczenia spektroskopowych parametrów lekkich atomów i cząstek”.

## Życiorys
Ukończył fizykę na Uniwersytecie Warszawskiem, następnie obronił doktorat w Instytucie Fizyki Polskiej Akademii Nauk. Odbył trzyletni staż w Instytucie Maxa-Plancka w Niemczech. Następnie habilitował się na Uniwersytecie Warszawskim na podstawie pracy pt. Precyzyjne testy elektrodynamiki kwantowej na atomach wodoropodobnych – stopień ten uzyskał 30 listopada 1998. Tytuł profesora nauk fizycznych posiada od 2009.
Był członkiem Centralnej Komisji do Spraw Stopni i Tytułów w IX kadencji jej urzędowania (2017–2020). W 2019 został członkiem Rady Doskonałości Naukowej I kadencji, zasiada w tym ciele także w kadencji 2024–2027.
Od 2020 jest członkiem korespondentem Polskiej Akademii Nauk.

## Zainteresowania naukowe
Obliczenia własności atomów i molekuł, rozwiązywanie problemów z określeniem widm jonów i cząsteczek (pozytronium, mionium, wodór mionowy, atom helu i cząsteczka wodoru), obliczenia własności atomów i molekuł, wyznaczanie fundamentalnych stałych fizycznych.

## Nagrody i członkostwa
- 1999: Nagroda Prezesa Rady Ministrów za rozprawę habilitacyjną[1]
- 2005: wyróżniony członek Amerykańskiego Towarzystwa Fizycznego[1]
- 2008: NIST Precision Measurement Grant[1]
- 2011: Nagroda PAN im. Marii Skłodowskiej-Curie[1]
- 2018: Nagroda Fundacji na rzecz Nauki Polskiej[10][1]